# Leucanopsis ptenostomoides
Leucanopsis ptenostomoides är en fjärilsart som beskrevs av Rothschild 1910. Leucanopsis ptenostomoides ingår i släktet Leucanopsis och familjen björnspinnare. Inga underarter finns listade i Catalogue of Life.